# Dido Elizabeth Belle

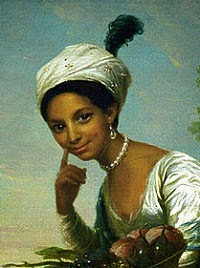
Porträt, um 1776

Dido Elizabeth Belle (* um 1761; † 1804) war eine schwarze Gentlewoman, die im georgianischen England aufwuchs und lebte. Ihre Lebensgeschichte wurde von der Regisseurin Amma Asante in einem Spielfilm mit dem Titel Dido Elizabeth Belle frei nacherzählt.

## Leben
Dido Elizabeth Belle wurde als uneheliche Tochter des Offiziers der Royal Navy, Sir John Lindsay und Maria Belle geboren. Vermutlich war Maria Belle eine afrikanische Sklavin, die einer Hypothese zufolge im Rahmen der Eroberung Havannas auf das Schiff Sir Lindsay Johns kam. Letzteres ist jedoch umstritten, gerade in Hinblick auf das vermutete Geburtsdatum des Kindes. Dido Elizabeth Belle wurde als Kind nach England gebracht und wuchs in Kenwood House in Hampstead, in der Familie ihres Großonkels, William Murray, 1. Earl of Mansfield, auf. Dort wurde sie 1766 getauft, der Taufurkunde ist zu entnehmen, dass das Kind geboren wurde, während ihr Vater in Westindien war. Die Familie hatte selbst keine Kinder, nahm vor Dido Elizabeth Belle aber bereits deren Cousine, die verwaiste Lady Elizabeth Murray auf. Dido Elizabeth Belle sollte dieser vermutlich als eine Art Zofe dienen, zwischen den beiden Mädchen entwickelte sich aber wohl auch eine Freundschaft, und Dido Elizabeth Belle wurde von der Familie in vielen Dingen als gleichgestellt behandelt. So hatte sie nach Berichten von Gästen von Kenwood House die Aufsicht über Geflügel und Molkerei des Anwesens, führte die Korrespondenz ihres Onkels und nahm auch an offiziellen Dinners oder anschließenden Geselligkeiten teil. Auch wird von teuren medizinischen Behandlungen und luxuriösen Schlafzimmermöbeln als Beleg für ihre gehobene Stellung berichtet. Mit einer jährlichen Zuwendung von £ 10 s war die junge Frau finanziell gut versorgt. Dido Elizabeth Belle lebte 30 Jahre in Kenwood House. Dido Elizabeth Belle erbte 500 £ als Einmalzahlung und 100 Pfund Rente von William Murray. Dieser bestätigte in seinem Testament darüber hinaus offiziell ihre Freiheit, da sie als Tochter einer Sklavin in der damaligen Gesellschaft ebenfalls als Sklavin galt.
1793 heiratete Dido Elizabeth Belle John Davinier, einen französischen Hausdiener. Das Paar hatte drei Söhne, eventuell gab es noch weitere Kinder, über die keine Aufzeichnungen geführt wurden.

## Rezeption

### Bildende Kunst
David Martin malte Dido Elizabeth Belle gemeinsam mit ihrer Cousine Elizabeth Murray. Das Bild gilt als außergewöhnlich für die Zeit, da es die beiden jungen Frauen als gleichgestellt darstellt. Während die Qualität der Kleidung und der Schmuck, den Dido Elizabeth Belle in diesem Gemälde trägt, die Gleichstellung deutlich machen, tragen Accessoires wie ein Turban und eine Schale mit südländischen Früchten dazu bei, Dido Elizabeth Belle exotisch erscheinen zu lassen. Das Original des Gemäldes ist heute in Scone Palace zu sehen, in Kenwood House wird eine Reproduktion gezeigt.
2021 war ein von Mikéla Henry-Lowe gemaltes Porträt von Dido Elizabeth Belle Teil der Ausstellung Painting Our Past: The African Diaspora in England, die im Auftrag von English Heritage kuratiert wurde, um den Einfluss von Menschen afrikanischer Abstammung auf die englische Geschichte sichtbar zu machen.

### Film
Amma Asante verfilmte die Lebensgeschichte Dido Elizabeth Belles in einem gleichnamigen Drama mit Gugu Mbatha-Raw, Tom Wilkinson, Miranda Richardson und Emily Watson in den Hauptrollen. Der Film erschien 2014 in Deutschland in den Kinos.